# Публий Клодий Тразея Пет
Пу́блий Кло́дий Тразе́я Пет (лат. Publius Clodius Thrasea Paetus) — римский сенатор, консул-суффект 56 года н. э. (ноябрь — декабрь), неформальный лидер «стоической оппозиции» императору Нерону, присуждённый им к самоубийству.

## Происхождение и ранние годы
Согласно Диону Кассию, Тразея Пет принадлежал к выдающейся по родовитости и богатству семье из Патавия (совр. Падуя). Достоверно неизвестно, был ли этот город местом его рождения, или он родился в Риме, однако он определённо поддерживал связи с малой Родиной: и Тацит и Дион Кассий указывают, что он принимал участие в местном празднестве, проводившемся по традиции каждые тридцать лет, где пел в одеянии трагического актёра. О начале карьеры Тразеи Пета и его вхождении в состав сената ничего не известно. К 42 году он уже был женат на Аррии Младшей, дочери Цецины Пета, консула-суффекта 37 года. Тесть Тразеи Пета принял участие в восстании Скрибониана против императора Клавдия под лозунгом восстановления Республики. После поражения восстания Тразея Пет, по свидетельству Плиния Младшего, безуспешно пытался отговорить от самоубийства свою тёщу Аррию Старшую, решившую разделить участь мужа:

Тразея, зять её, умолял её не искать смерти, сказал между прочим: «Что же, если мне придется погибнуть, ты хочешь, чтобы и дочь твоя умерла со мной»? — «Если она проживет с тобой так долго и в таком согласии, как я с Петом, то да — хочу», — ответила она.

Вероятно, именно после смерти Цецины Пета Тразея добавил когномен тестя Пет (лат. Paetus) к своему имени, что было весьма необычным шагом для зятя и что демонстрировало его связь с врагом императора. Тразея Пет состоял в жреческой коллегии квиндецемвиров. Около времени своего консульства он выдал дочь Фаннию за Гая Гельвидия Приска, ставшего его единомышленником и политическим союзником. По косвенным признакам можно предположить, что в период между 52 и 62 годами н. э. Тразея Пет занимал должность наместника провинций: в творчестве поэта Персия (родственника Тразеи Пета со стороны жены) есть упоминания об их совместных путешествиях, а по закону сенаторы не могли покидать Италию иначе как по служебной надобности.

## Политическая деятельность при Нероне
В 57 году н. э. Тразея Пет поддерживает иск киликийцев, обвинивших в вымогательстве своего прокуратора Коссуциана Капитона (зятя Софония Тигеллина), благодаря чему Коссуциан был осуждён. Впервые в «Анналах» Тацита Тразея Пет упоминается при описании событий следующего года, когда он неожиданно выступил против малозначительного сенатского постановления, разрешавшего жителям Сиракуз давать игры с участием большего, чем обычно, числа гладиаторов. Своим выступлением он дал повод врагам для обвинения себя в том, что, удостаивая своим вниманием столь незначительные вопросы, отмалчивается при обсуждении проблем государственной важности. Объясняя друзьям своё поведение, Тразея сказал, что поднял этот вопрос «не по незнанию действительного положения дел, но для того, чтобы сенат пользовался подобающим ему уважением и всякому было ясно, что кто не проходит мимо таких мелочей, тот не преминет взять на себя заботу и о существенном».
Весной 59 года н. э. Тразея Пет впервые открыто выразил своё отвращение к Нерону и угодливости римской знати. Когда в сенате было зачитано письмо Нерона, оправдывающее убийство его матери Агриппины, сенаторы наперебой начали предлагать меры по искоренению её памяти и вознесения благодарности богам. По действующей процедуре высказать своё мнение необходимо было всем сенаторам, но Тразея Пет, не проронив ни слова, покинул курию, «ввиду того, что он не мог бы сказать то, что хотел, и не хотел говорить то, что мог бы».
В 62 году н. э. действующий претор Антистий Сосиан, написавший оскорбительные стихи о Нероне, был обвинён Коссуционом Капитоном (возвращённым в сенат под влиянием Тигеллина) в оскорблении величия — это было обвинение, грозившее смертью. Тразея выступил против смертного приговора, утверждая, что по закону достаточным наказанием будет конфискация имущества и изгнание. Большинство сената под влиянием Тразеи Пета проголосовало за предложенное им решение, но консулы не рискнули самостоятельно ввести его в действие и отправили на утверждение императору. Осталось неясным, действительно ли Нерон желал предать смерти Антистия Созиана или только хотел использовать смертный приговор как повод продемонстрировать своё милосердие, помиловав осуждённого, однако в послании сенату он, хотя и утвердил принятое решение, явно выразил своё неудовольствие им. В конце того же года суду был предан критянин Клавдий Тимарх за «его оскорбительные для римского сената слова, ибо он не раз повторял, что, будет ли вынесена благодарность управлявшим Критом проконсулам, зависит исключительно от него». Тразея Пет выступил за изгнание обвиняемого из провинции и в своей речи призвал выносить оценку деятельности магистратов, основываясь только на мнении римских граждан, то есть ограничить зависимость римских администраторов от провинциалов в духе времён республики. Его речь вызвала общее сочувствие, и в дальнейшем были приняты определённые меры в этом направлении.
В следующем году Нерон явно выразил своё недовольство Тразеей Петом. Когда у императора родилась дочь от Поппеи Сабины в Анции, и сенат в полном составе отправился туда засвидетельствовать почтение, Тразее единственному это было воспрещено. Согласно Тациту, Тразея стоически перенёс это оскорбление и свидетельство близкой гибели. Тем не менее вскоре после этого Нерон, похваляясь перед своим наставником Сенекой, сказал, что примирился с Тразеей, и Сенека принёс императору по этому поводу свои поздравления.
Примерно с этого времени Тразея Пет отошёл от политической деятельности, по-видимому, считая абсентеизм высшей формой протеста в условиях усиливавшегося деспотизма. Впоследствии его обвинитель Коссуциан Капитон утверждал, что Тразея «за три последних года ни разу не вошёл в курию», что, впрочем, может быть риторическим преувеличением. Тем не менее Тразея Пет не оставлял забот о своих клиентах и, вероятно, именно тогда написал панегирическую биографию Катона Младшего. Этот не дошедший до нас труд послужил основным источником для Плутарха при создании им жизнеописания Катона.

## Обвинение и смерть
По уничтожении стольких именитых мужей Нерон в конце концов возымел желание истребить саму добродетель, предав смерти Тразею Пета и Барею Сорана — они оба издавна были ненавистны ему, и в особенности Тразея...
В 66 году н. э. Нерон принял окончательное решение покончить со «стоической оппозицией» в сенате. Несмотря на покорность большей части сенаторов и всадничества он всё же не мог не считаться с общественным мнением и, по предположению Тацита, умышленно назначил процесс на дни прибытия в Рим Тиридата для его возведения на армянский престол, «чтобы толками о внешних делах отвлечь внимание от преступления внутри государства, либо, может быть, с тем, чтобы казнью именитых мужей показать воочию всемогущество императора, столь же единовластного, как цари». Тразее было официально запрещено участвовать во встрече царя; он письменно обратился к Нерону, спрашивая, в чём именно его обвиняют и утверждая, что легко отведет все обвинения, если будет знать, в чём они состоят, и ему будет дана возможность представить свои оправдания. Убедившись в непреклонности Тразеи, Нерон распорядился созвать сенаторов. Тразея Пет, посоветовавшись с друзьями, принял решение не присутствовать на заседании сената, а также отказался от безрассудного предложения народного трибуна Арулена Рустика, который был готов наложить вето на сенатское постановление.
В день суда храм Венеры-Прародительницы, где на этот раз собирался сенат, был окружён двумя когортами в полном вооружении. Квестор зачитал письмо Нерона, в котором он, не называя имён, порицал сенаторов, «достигших в своё время консульства и жреческих должностей» (что было справедливо и для Тразеи), за уклонение от возложенных на них государством обязанностей. После этого на Тразею обрушились с обвинениями Коссуциан Капитон и Эприй Марцелл — один из лучших ораторов своего времени, известный доносчик, — которые развили мысль императора. Осознанное пренебрежение Тразеей Петом и его единомышленниками общественными обязанностями (лат. publica munia desererent) в пользу бездеятельного досуга (лат. iners otium) обвинители проиллюстрировали примерами: уклонение от ежегодной присяги на верность указам императора, оставление курии при обсуждения убийства Агриппины, неверие в божественность Поппеи и отсутствие на её похоронах, склонность подвергать всё молчаливому осуждению. Фактически речь шла о республиканизме и враждебности режиму. Есть основания полагать, что аргументы обвинения были сфальсифицированы, так как Тразея в последние годы был фактически отстранён от участия в общественной жизни на основании распоряжений императора, то есть его уединение не было вполне добровольным.
Никто не осмелился выступить в защиту Тразеи, и результатом процесса стало предоставление осуждённому «свободного выбора смерти» (лат. liberum mortis arbitrium), что означало немедленное самоубийство. Вместе с Тразеей Петом были осуждены, но на менее суровые наказания, его зять Гельвидий Приск и близкие к нему Квинт Паконий Агриппин и Курций Монтан: первые двое были изгнаны из Италии, а последнему было запрещено отправление государственных должностей, что для представителя сенаторского сословия фактически означало гражданскую «смерть». Обвинителям Коссуциану Капитону и Эприю Марцеллу было пожаловано по 5 миллионов сестерциев. В тот же день слушалось дело Бареи Сорана, ещё одного яркого представителя «стоической оппозиции», и его 19-летней дочери Сервилии; они также были приговорены к смерти.
К Тразее, который оставался в принадлежащих ему садах в обществе друзей и философа-киника Деметрия, был послан консульский квестор. Узнав от друга о принятом сенатом решении, Тразея стал убеждать гостей как можно быстрей покинуть его, чтобы самим не подвергаться опасности, а также обратился с увещеваниями к жене, выразившей желание умереть вместе с ним по примеру своей матери. Получив от квестора сенатское предписание, он с помощью Гельвидия Приска и Деметрия, с которым в тот день много рассуждал о природе души и о раздельном существовании духовного и телесного, вскрыл себе вены. Окропив пол хлынувшей кровью, Тразея, по свидетельству Тацита, обратился к квестору со словами: «Мы совершаем возлияние Юпитеру Освободителю; смотри и запомни, юноша. Да сохранят тебя от этого боги, но ты родился в такую пору, когда полезно закалять дух примерами стойкости». Дошедшая до нас рукопись «Анналов» Тацита обрывается на упоминании о тяжких страданиях и медленном наступлении смерти Тразеи.

## В культуре
- Картина Ф. А. Бронникова «Квестор читает смертный приговор Тразею Пету» (ранее 1873).
- Упоминается в романе Г. Сенкевича «Камо грядеши» (1894—1896).
- Персонаж оперы Н. А. Римского-Корсакова «Сервилия» (1901) по одноимённой драме в стихах Л. А. Мея (1854).

## Цитаты
Если бы я был единственным, кого Нерон собирается приговорить к смерти, я мог бы легко извинить остальных, осыпающих его лестью. Но так как даже среди тех, кто без меры его восхваляет, много таких, от кого он уже избавился, или ещё хочет погубить, почему кто-то должен унижать себя без цели и затем гибнуть как раб, когда он мог бы отдать долг естеству подобно свободному человеку? Что до меня, люди будут говорить обо мне в будущем, а о них никогда, разве что вспомнят, что они были приговорены к смерти.

Нерон может убить меня, но он не может совратить меня.